# Hikarimoyomono

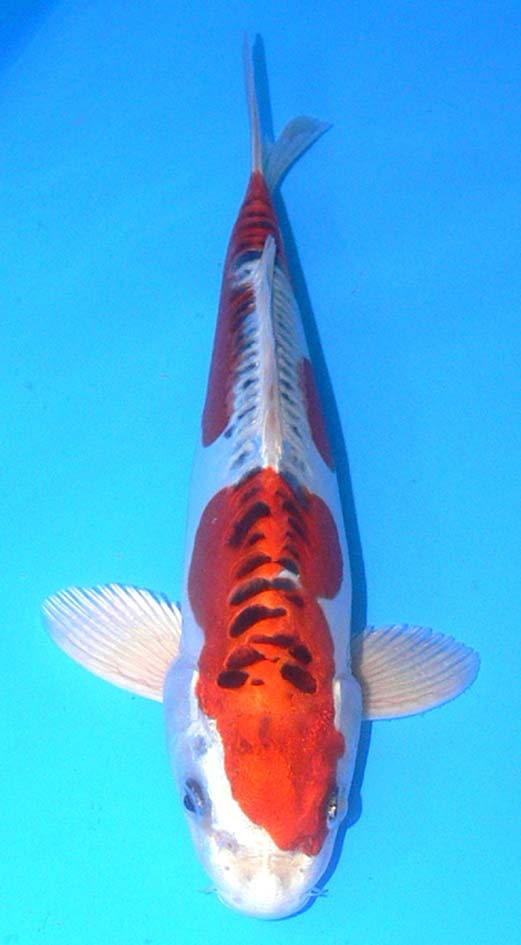
Doitsu Kujaku: 2. Sieger der 24. Shinkokai in Tokio 2006

Der Hikarimoyomono (光り模様もの, „glänzend-gemusterte Sorte“) ist ein Nishikigoi, Kurzform Koi, eine Farbkarpfenart.
Es sind metallisch glänzende mehrfarbige Koi. Es gibt zwei Gruppen: die Moyo- und die Hariwake-Typen.
Die Moyo-Typen sind Kreuzungen aus Ogon und anderen Varietäten (außer Utsurimono).
Bei den Hariwake-Kreuzungen sind Gold, Silber und Platin in den Farben enthalten.
Weitere Untergliederung:
- Yamato Nishiki (大和錦 „Yamato-Brokat“) – tiefe Rotfärbung, gutes Schwarz (Sumi, 墨 „Tusche“) und ist ein Platinum (weiße Glanzschuppen)
- Heisei-Nishiki – Weißer Grund, rote und schwarze Zeichnung
- Koshi-Nishiki – Doitsu-Schuppen, gelblich, schwarzer Grund, weiße und rote Zeichnung
- Beni Kujaku – Roter Grund, dunkel gefärbte Schuppen
- Kujaku – Weißer Grund, dunkel gefärbte Schuppen, rote Zeichnung
- Doitsu Kujaku (ドイツ孔雀 „deutscher Pfau“[1]) – Hi-Flecken, die Schuppen längs der Rücken- und Seitenlinie sind dunkel gefärbt und ist ein Platinum
- Hariwake (はりわけ) – zwei Metallicfarben: Platin und entweder Gold oder metallisches Orange
- Kikusui – Doitsu-Schuppen, Platinfarben, orange Zeichnung
- Tora – Zitronengelber Grund, schwarze Zeichnung
- Shochikubai (松竹梅 „Kiefer, Bambus und Pflaume“) – ein Aigoromo mit Platinglanz.